# Delta Equulei

Constelación Equuleus

Delta Equulei (δ Equ / 7 Equulei / HD 202275) es la segunda estrella más brillante de la constelación de Equuleus, después de Kitalpha (α Equulei), con magnitud aparente +4,47. Ocasionalmente recibe el nombre de Pherasauval, del árabe الفرس الأول (Faras al-Awwal), cuyo significado es «el primer caballo». Se encuentra a 60 años luz de distancia del sistema solar. 
Delta Equulei es una estrella binaria cuyas componentes son dos estrellas amarillas algo más masivas que el Sol, separadas visualmente 0,2 segundos de arco.
Delta Equulei A es una estrella de la secuencia principal de tipo espectral F5V con una temperatura superficial de 6600 K.
Delta Equulei B tiene tipo G0V y es algo más fría, con una temperatura de 6000 K. La luminosidad de ambas es similar, la primera 2,17 y la segunda 2,23 veces más luminosa que el Sol.
Existe cierto desacuerdo respecto a la distancia que existe entre ambas componentes, que puede estar entre 4,3 y 4,7 UA —algo menos de la distancia que existe entre Júpiter y el Sol—, siendo el período orbital del sistema de 5,7 años. Diferentes estudios indican masas diferentes para las componentes A y B: 1,17 y 1,22 masas solares en el primero de ellos, y 1,59 y 1,66 masas solares en el segundo.
Considerando las masas mayores, un hipotético planeta en este sistema tendría una órbita estable a menos de 0,66 UA de cualquiera de las estrellas, siendo su período orbital algo menor de medio año; igualmente, sería estable una órbita alejada al menos 16 UA del centro de masas común, correspondiendo en este caso un período de 37 años.